# باشگاه فوتبال المصری
باشگاه المصری (به عربی:نادی المصری) یک باشگاه فوتبال از مصر است که در شهر پورت‌سعید قرار دارد.
این باشگاه در سال ۱۹۲۰ میلادی تأسیس شده‌است.

## مربیان پیشین
- فرانس پوشکاش
- زلاتکو کرانچار